# أليساندرو ليجي
أليساندرو ليجي (بالإيطالية: Alessandro Ligi) (7 نوفمبر 1989 في إيطاليا - ) هو لاعب كرة قدم إيطالي في مركز الدفاع. لعب مع نادي أفيلينو ونادي باري ونادي تريستينا ونادي فيتشينزا ونادي كروتوني وAC Bellaria Igea Marina ‏ ونادي فيرتوس إينتيلا وSan Marino Calcio ‏.

## روابط خارجية
- أليساندرو ليجي على موقع قاعدة بيانات كرة القدم.إي يو (الإنجليزية)
- أليساندرو ليجي على موقع Soccerway.com (الإنجليزية)
- أليساندرو ليجي على موقع عالم كرة القدم.نت (الإنجليزية)
- أليساندرو ليجي على موقع AS.com (الإسبانية)